# 谷首古墳
谷首古墳（たにくびこふん）は、奈良県桜井市阿部にある古墳。形状は方墳。奈良県指定史跡に指定されている。

## 概要
| 古墳名         | 石室 | 築造時期    | 史跡       |
| -------------- | ---- | ----------- | ---------- |
| コロコロ山古墳 |      | 6c末-7c初   | なし       |
| 谷首古墳       |      | 7c初-7c前半 | 県史跡     |
| 文殊院東古墳   |      | 7c前半      | 県史跡     |
| 艸墓古墳       |      | 7c中        | 国史跡     |
| 文殊院西古墳   |      | 7c後半      | 国特別史跡 |

奈良盆地南部、寺川左岸の阿部丘陵西辺に築造された古墳である。現在は墳丘上に八幡神社が鎮座し、社殿造営に伴い墳丘はやや削平を受けている。古くから開口して盗掘に遭っているほか、発掘調査は実施されていない。
墳形は方形で、墳丘各辺は正方位をとり、東西約35メートル・南北約38メートル・高さ約8.2メートルを測る。埋葬施設は両袖式（または片袖式）の横穴式石室で、巨石を用いた大型石室であり、南方向に開口する。出土品としては若干の須恵器片と凝灰岩の細片がある。
築造時期は、古墳時代終末期の7世紀初頭-前半（または後期-終末期の6世紀末葉-7世紀初頭）頃と推定される。阿部丘陵では巨石墳として本古墳のほかにも艸墓古墳・文殊院西古墳などが知られるほか、周辺の遺跡では大型建物跡も検出されており、古代氏族の阿倍氏との関係性が指摘される。特に本古墳は阿部丘陵では最初の巨石墳であり、その嚆矢に位置づけられる。
古墳域は1958年（昭和33年）に奈良県指定史跡に指定されている。

## 埋葬施設

石室俯瞰図

石室展開図

埋葬施設としては両袖式（または片袖式）横穴式石室が構築されており、南方向に開口する。石室の規模は次の通り。
- 石室全長：13.8メートル[3]
- 玄室：長さ約6メートル、幅約2.8メートル、高さ約4メートル
- 羨道：長さ約7.8メートル、幅1.7メートル、高さ1.8メートル

石室は花崗岩の巨石を使用した極めて規模の大きいものである。壁面は玄室では奥壁2段積み・側壁3段積みであり、羨道では1段積みである。玄室はやや持ち送って積み上げる。玄門の袖は東側が非常に短い形態を取る。また天井石は玄室で2石、羨道で4石から構成される。石室内には礫敷が認められる。また凝灰岩の細片が出土していることから、石棺の使用が推測される。

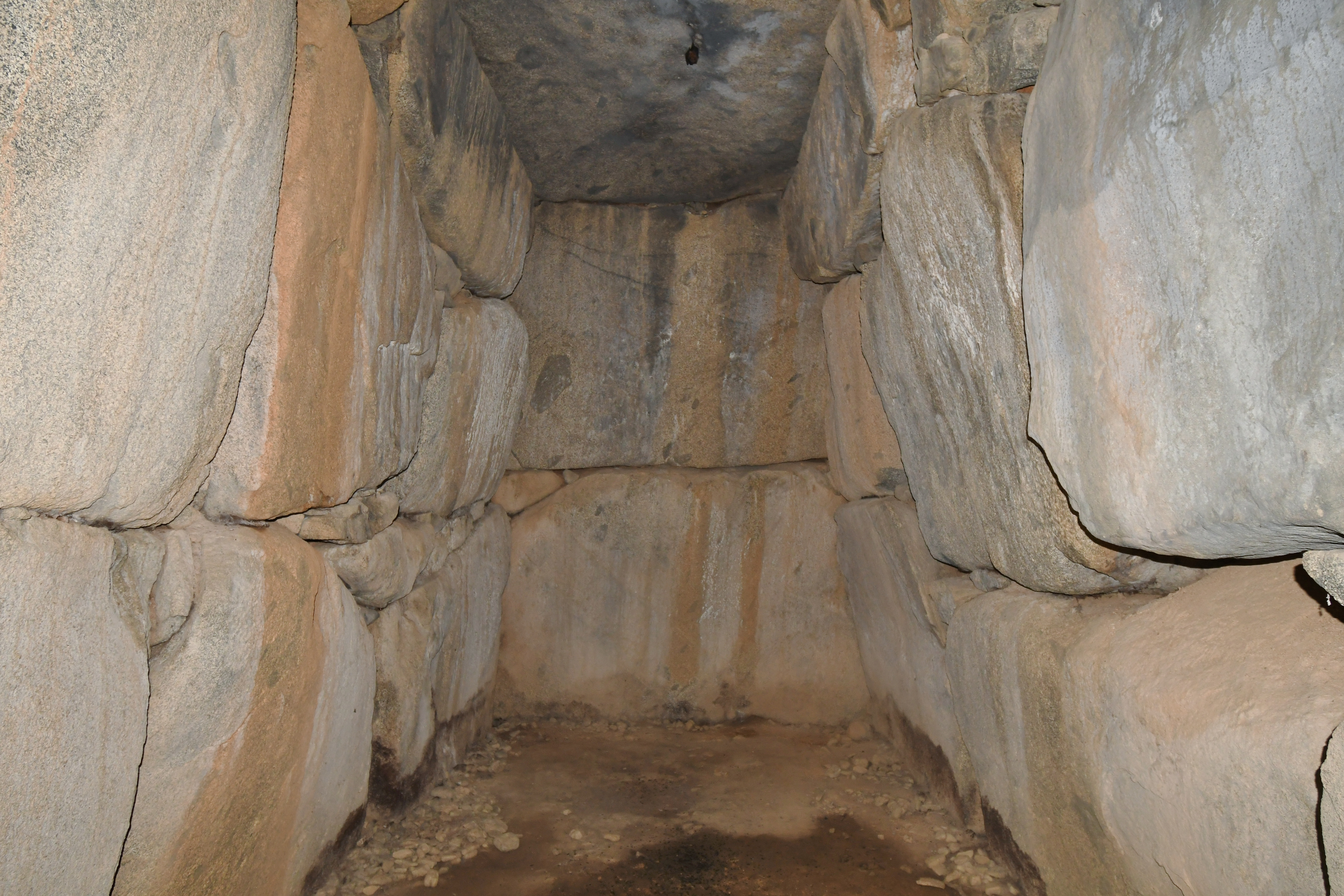
玄室（奥壁方向）
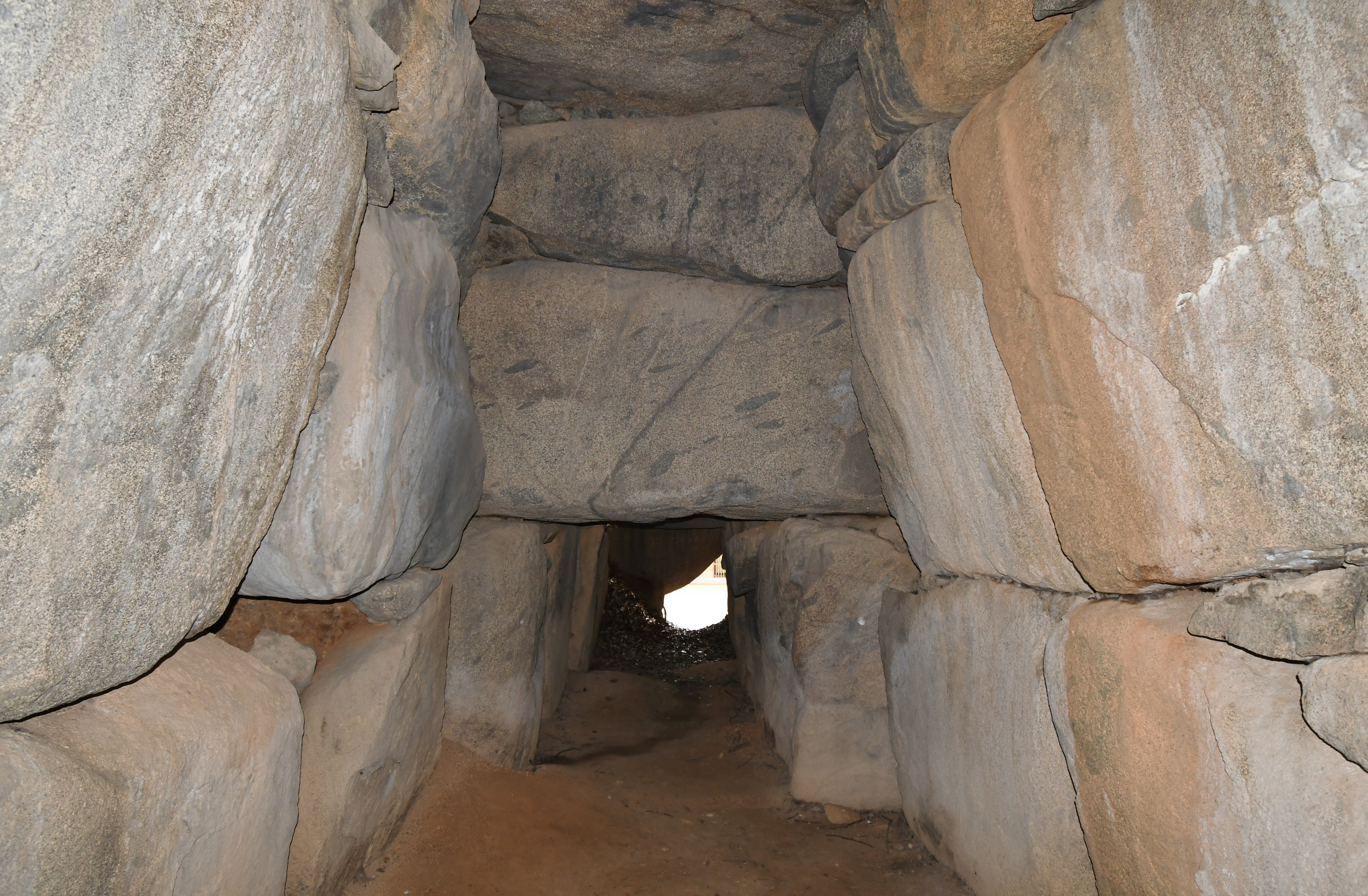
玄室（羨道方向）
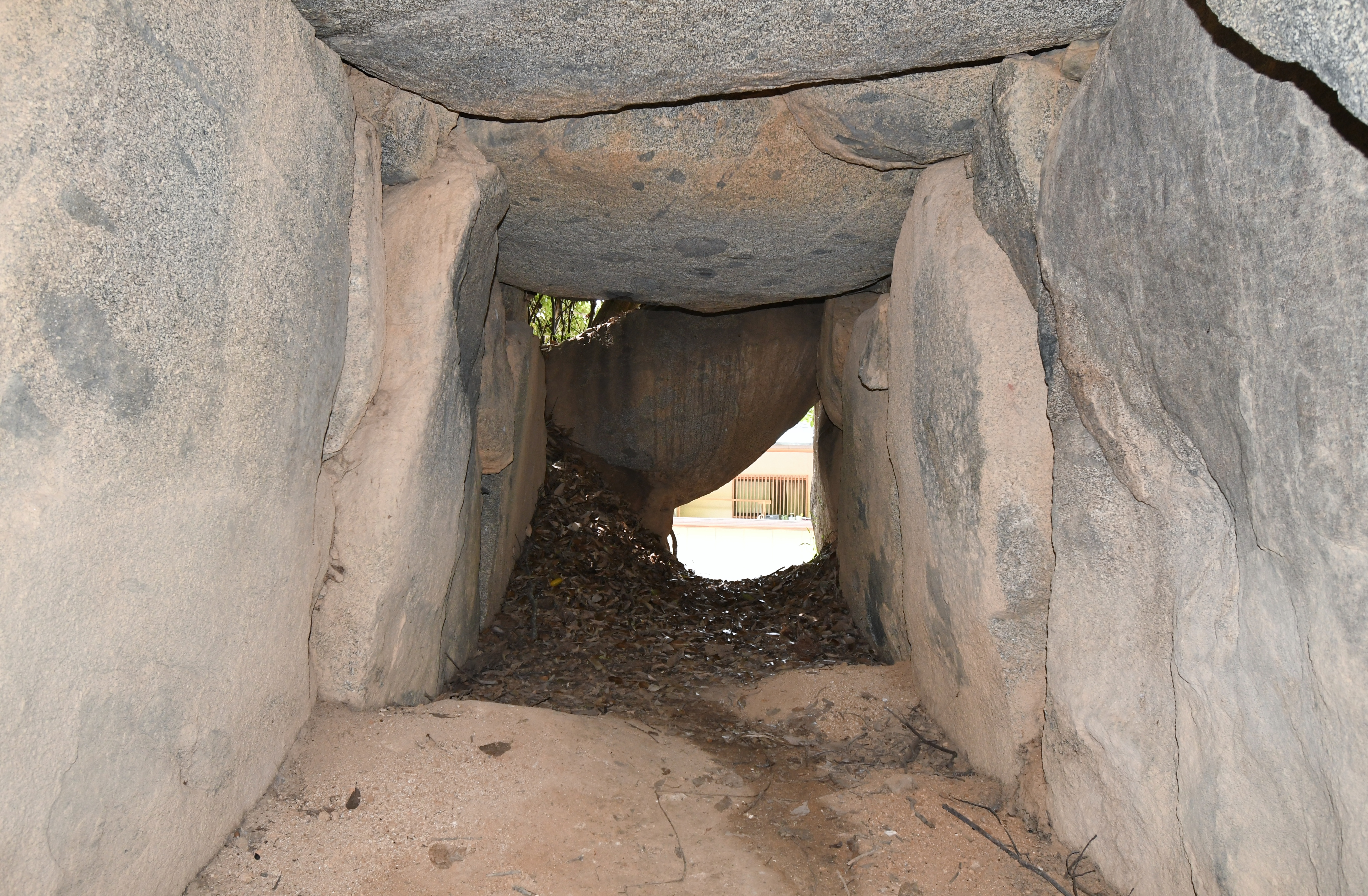
羨道（開口部方向）
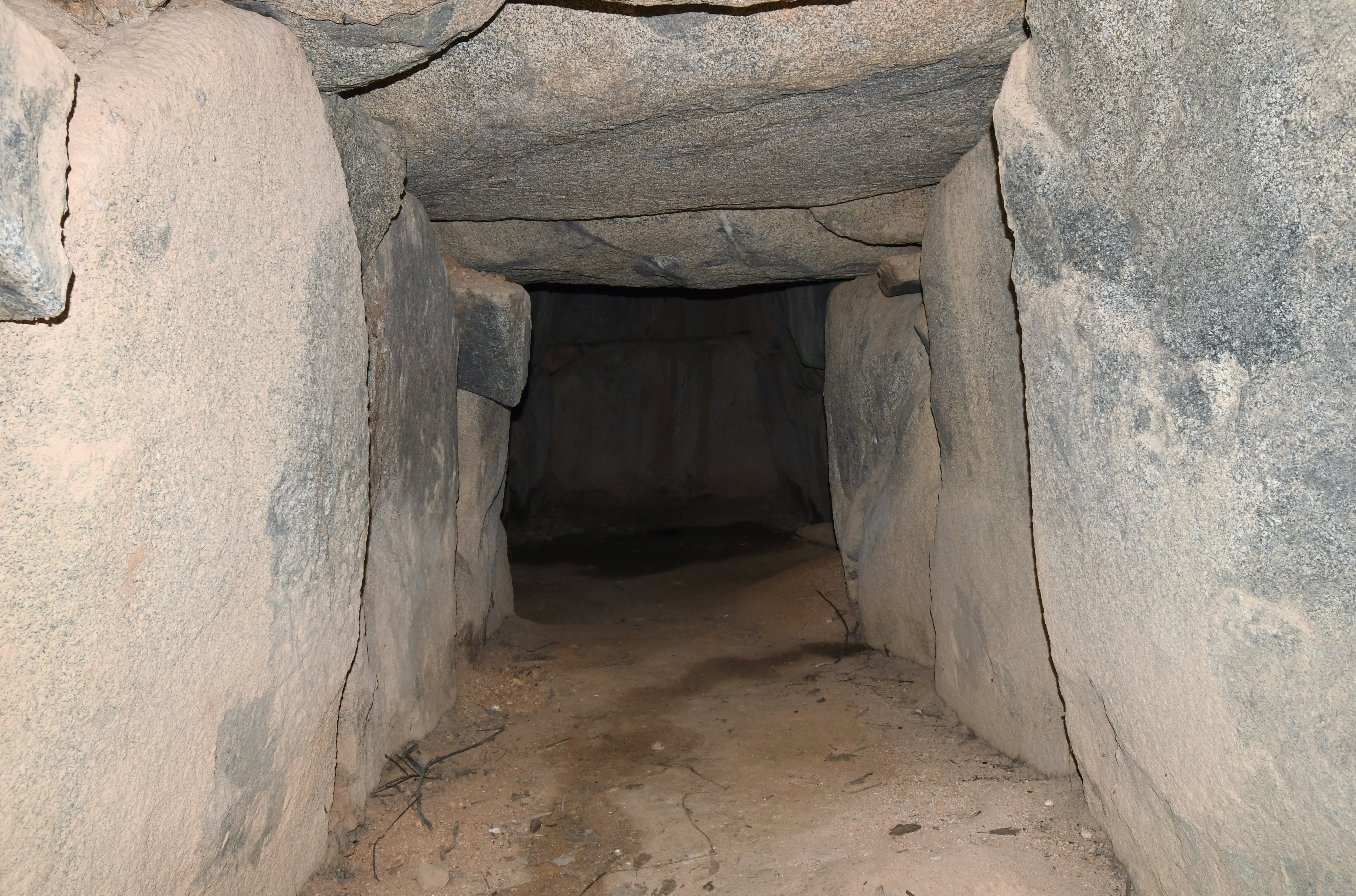
羨道（玄室方向）
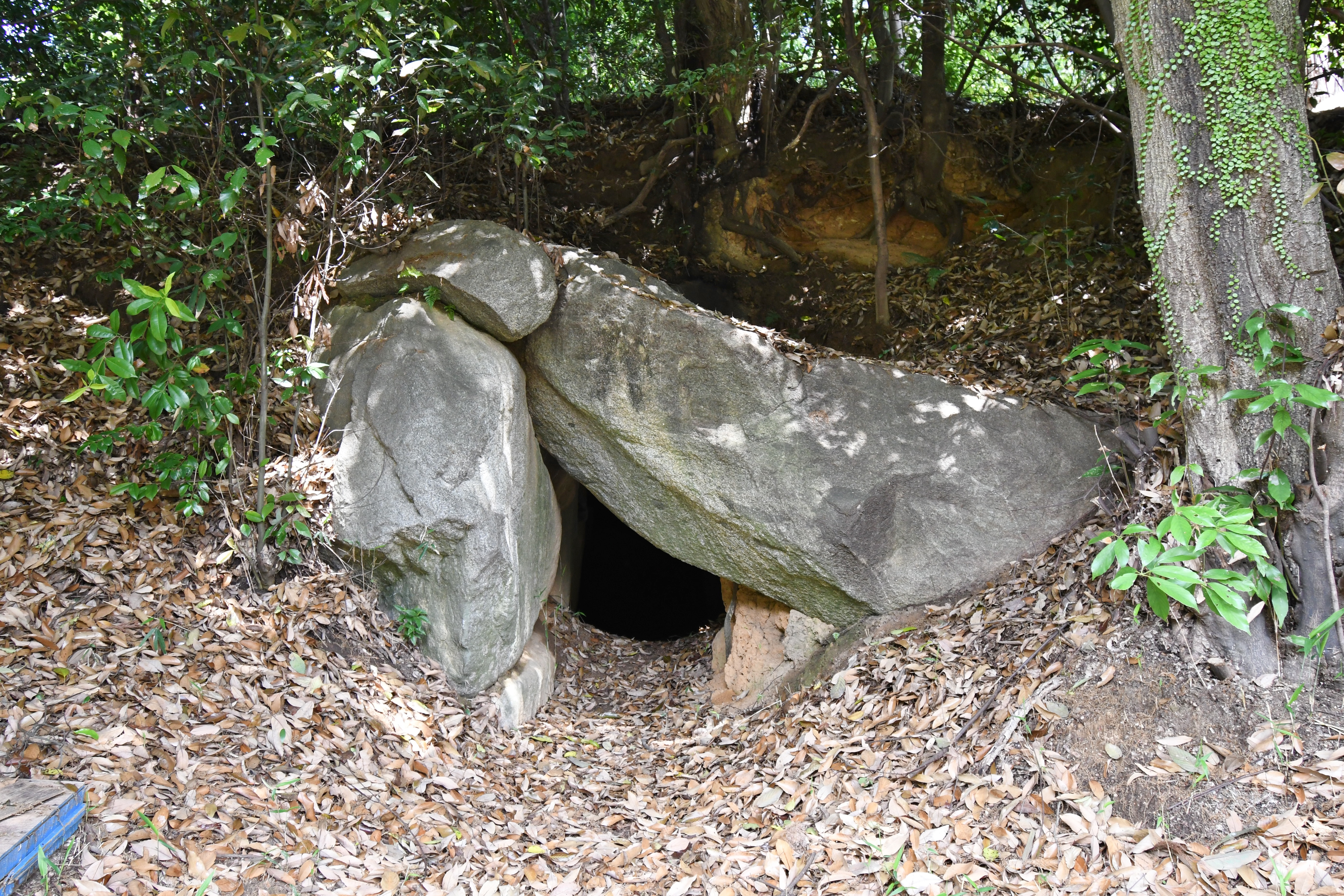
開口部

## 文化財

### 奈良県指定文化財
- 史跡
  - 谷首古墳 - 所有者は八幡神社。1958年（昭和33年）3月20日指定[5]。